# ريبال الأسد
ريبال الاسد من مواليد 4 يونيو 1975، هو ابن عم بشار وهو مؤسس ومدير منظمة الديمقراطية والحرية في سوريا كما أنّهُ رئيس ومؤسس مؤسسة إيمان.

## النشأة والأسرة
وُلدَ ريبال الأسد في دمشق في يوم من عام. هو ابن رفعت الأسد من زوجته الثالثة شقيقة زوجة الملك عبد الله بن عبد العزيز، هو عضو في أسرة الأسد؛ فوالده هو الشقيق الأصغر للرئيس الراحل حافظ الأسد. شغلَ والده منصب رئيس الأمن وقائد سرايا الدفاع وهو المسؤول عن مجزرة حماة عام 1982. بعد عملية الانقلاب الفاشلة على حافظ تمّ نفي والد ريبال إلى المنفى في فرنسا. انتقلَ ريبال وهو في سنّ التاسعة إلى العيش معَ عائلته إلى باريس وبقي هناك حتّى بلغ 16 سنة. حينها هاجر ريبال باتجاه هيوستن من أجلِ إكمال دراسته الثانوية ثمّ انتقل في وقت لاحق إلى مدينة بوسطن لاستكمال دراسته الجامعية. يُعدّ اليوم شخصية أعمال بارزة ويُركز في عمليه على إدارة التصدير والاستيراد بين الصين والعالم العربي. جدير بالذكر هنا أن رببال الأسد يتحدث العربية، والفرنسية، والإسبانية، والإنجليزية بطلاقة. وهو متزوج من جوانا الأسد.

## النشاط السياسي
بحلول عام 2006 أصبحَ ريبال مدير مكتب شبكة الأخبار العربية (ANN) في لندن. بعد أن غادر شبكة الأخبار أسّس الأسد منظمة الديمقراطية والحرية في سوريا وذلك في عام 2009 ثمّ أصبح مديرا لها. زادت شهرة ربيال منذ عام 2010 حيث ظهر في العديد من المناسبات كما أجرى الكثير منَ المقابلات لعلّ أبرزها معَ المعلق روبرت فيسك. ظهر ريبال من وقت لآخر على شاشة التلفزيون وفي وسائل الإعلام المطبوعة كمعلق على السياسة والأحداث الجارية.
كانَ رأي ريبال حاسمًا حول المجلس الوطني السوري منذ تأسيسه،  حيث أكّد على أن الأغلبية الساحقة المشكلة للمجلس هم أعضاء من جماعة الإخوان المسلمين الذين لم يُنَتخبوا من خلال عملية ديمقراطية بل تمّ اختيارهم من قبل تركيا وقطر. نفس الأمر بالنسبة لرأيه حول الجيش السوري الحر الذي ير أنهُ مشكل منَ الجماعات الإسلامية المتطرفة أما بخصوص المجلس العسكري الأعلى فهو يرى أن الجماعات السلفية المتطرفة قد استولت عليه بالكامل.

### موسّسة إيمان
أسس ريبال الأسد مؤسسة إيمان التي تركز على تعزيز الحوار بين الأديان والحوار الثقافي ثم تحدي التطرف في جميع أنحاء العالم. مؤسسة إيمان هي منظمة غير هادفة للربح وتُحاول -حسب المنظمة ذاتها- تعزيز التعاون بين الأديان والحوار بين الثقافات داخل وكذا تحدّي التطرف وتشجيع الأصوات السائدة والديمقراطية.